# لاسلو هارتمان
لاسلو هارتمان (بالمجرية: Hartmann László) هو سائق سيارة سباق مجري، ولد في 17 أغسطس 1901 في بودابست في المجر، وتوفي في 16 مايو 1938 في طرابلس في ليبيا.